# Атрибутика
Атрибутика (від лат. attributio — наділяти, надавати) — спеціальна історична дисципліна, що вивчає зовнішні ознаки влади (державні символи), які є свідченням легітимності цієї влади. Атрибути влади виконують функцію носія державницької ідеї та є невіддільною(частина/ознака) частиною ідеологічної доктрини влади. Як наукова дисципліна історичного циклу атрибутика тісно пов'язана з іншими спеціальними історичними дисциплінами — вексилологією (прапорництвом), геральдикою, емблематикою, символікою, сфрагістикою (сигілографією), фалеристикою тощо.